# Sophronica exigua
Sophronica exigua là một loài bọ cánh cứng trong họ Cerambycidae.